# North Lynn
North Lynn var en civil parish fram till 1935 när den uppgick i civil parish Kings Lynn, i grevskapet Norfolk i England. Civil parish var belägen 11 km från Dersingham och hade 91 invånare år 1931.